# 今中雄一
今中 雄一（いまなか ゆういち、1961年 - ）は、日本の医学者。京都大学大学院医学研究科医療経済学分野教授。京都大学超高齢社会デザイン価値創造ユニットユニット長兼務。研究領域は、医療政策・マネジメント、医療・健康・介護システムの「質と経済性」。学位は、博士（医学）（東京大学）、博士（医学）（ミシガン大学）。

## 経歴
灘高等学校卒業。1986年東京大学医学部医学科卒、医師、医学博士。ミシガン大学にてPh.D., MPH取得。内科学会認定内科医、死体解剖資格。河北総合病院勤務、日本医科大学医学部の助手・講師、九州大学大学院医学系研究科助教授、亀田総合病院等を経て、2000年4月から現職。

## 役職
- 日本医療機能評価機構 執行理事[7]
- EBM（根拠に基づく医療）普及推進事業（厚労省委託事業）Minds 運営委員長、活用推進部会長
- 日本医療経営機構 理事[8]
- 産官学コンソーシアムPEGASAS (Open-Innovation Platform of All-area Enterprises, Governments and Academia to Design and Realize Super-AgingSocieties) 会長
- COCN（産業競争力懇談会）2017年度推進テーマ『まちづくり基盤としての健康・医療・介護「質」指標の構築』リーダー
- QIP(Quality Indicator/Improvement Project)代表 (1995～)
- 厚労省指定研究等班長/班員（DPC、レセプトNDB、地域医療構想、院内感染経済、専門医数）
- 自治体の医療・保健・病院に関する委員会等（多数）の座長・委員
- 日本公衆衛生学会 理事（専門職・教育生涯学習委員長）
- 日本医療・病院管理学会 理事（専門医委員長）
- 医療経済学会 会長（理事長）
- 医療の質の国際学会ISQua理事 (International Society for Quality in Health Care, Board Member) (1997-2003, 2015-)
- アジア国際学会ASQua理事長 (Asian Society for Quality in Health Care, President)
- 社会医学系専門医協会 理事長（2020年4月～）
- 第79回日本公衆衛生学会総会2020学会長
- 京都府地域医療構想アドバイザー